# Rêve
株式会社Rêve（レーヴ）は、東京都江東区に本社を置く日本の芸能プロダクション。

## 来歴
- 2017年11月、アイドル業務を中心としたマネージメントを行うために設立。
- 2018年1月、『来い』アイドルオーディションを開催。
- 2018年2月6日、オーディションの合格者により、ASTROMATE、malika、MerryCute及びLiliumoveの4グループを結成[1]。
- 2018年4月25日、自社レーベルの「きゃわたんレコード」から4グループのデビューシングル4作品を同時発売[2]。
- 2018年6月、4グループ所属メンバー13名全員が、アズ・エンタテイメント（大阪市）に移籍した[3]。